# 도로시 스티크니

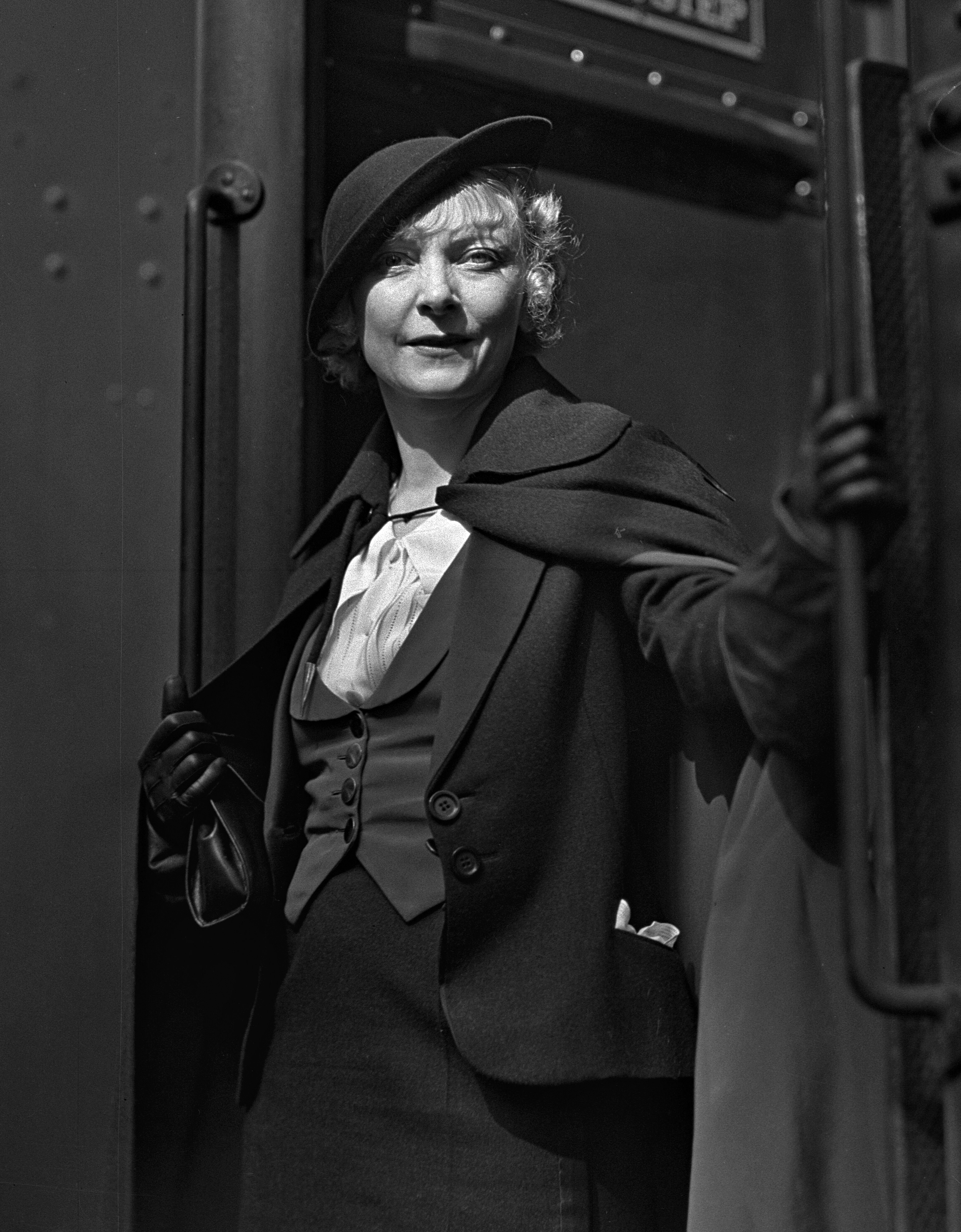

도로시 스티크니(Dorothy Stickney, 1896년 6월 21일 ~ 1998년 6월 2일)는 미국의 연극 배우, 영화배우, 텔레비전 배우이다.
디킨슨에서 태어났으며 뉴욕에서 사망하였다. 사인은 질병이다.

## 영화
- 홈커밍 - 크리스마스 스토리 (1971년)
- 아버지의 노래 (1970년)
- 신데렐라 (1957년)
- 케이터드 어페어 (1956년)
- 언인바이티드 (1944년) - 버드 양 역